# Torrente de Cinca
Torrente de Cinca é um município da Espanha na província de Huesca, comunidade autónoma de Aragão, de área 56,77 km² com população de 1021 habitantes (2007) e densidade populacional de 17,67 hab/km².

## Demografia
| Variação demográfica do município entre 1991 e 2004 | Variação demográfica do município entre 1991 e 2004 | Variação demográfica do município entre 1991 e 2004 | Variação demográfica do município entre 1991 e 2004 |
| --------------------------------------------------- | --------------------------------------------------- | --------------------------------------------------- | --------------------------------------------------- |
| 1991                                                | 1996                                                | 2001                                                | 2004                                                |
| 1174                                                | 1142                                                | 1103                                                | 1002                                                |